# Steyerberg
Steyerberg là một đô thị ở huyện huyện Nienburg, trong bang Niedersachsen, nước Đức. Đô thị Steyerberg có diện tích 101,92 km². Đô thị này có cự ly khoảng 15 km về phía tây nam của Nienburg, và 30 km về phía bắc của Minden.